# Клобукова-Алисова, Евгения Николаевна
Евге́ния Никола́евна Али́сова-Клобуко́ва (24 июля 1889, Варзи-Ятчи, Вятская губерния — 13 января 1962[…], Москва) — флорист-систематик, геоботаник.

## Биография
Родилась в селе Варзи-Ятчи (ныне — в Алнашском районе Удмуртии).
Училась на Высших женских естественнонаучных курсах (с 1907 года) и на Высших женских Бестужевских курсах (1912—1915) у В. Л. Комарова.
Начала работать на Бестужевских курсах, а затем в Гербарии Ботанического сада в Санкт-Петербурге (над сводкой по якутской флоре).
В 1917 году отправилась на Дальний Восток, в город Никольск-Уссурийский. Там она при Южно-Уссурийском отделе Русского географического общества (РГО) организовала и возглавила ботанический кабинет по изучению флоры Дальнего Востока (ныне Горнотаёжная станция им. В. Л. Комарова Академии наук). Позже она работала заместителем директора научных учреждений, возникших при Южно-Уссурийском отделе РГО, в том числе заповедника в верховьях реки Супутинки, плодовой Мичуринской станции, шелководной станции, отдела озеленения, библиотеки, гербария (который состоял из 100 000 листов) и других.
В 1934 году из-за болезни была вынуждена покинуть Приморье и переехать в Уфу, где работала в Башкирском почвенно-ботаническом бюро и в Уфимском ботаническом саду, продолжая ботанические экскурсии и собирая гербарий флоры Башкирии (4500 гербарных листов).

## Вклад в науку
Проводила флористическое и геоботаническое обследования Южно-Уссурийского края, совершала многочисленные ботанические экспедиции: в 1918—1930 годах — по окрестностям Никольска-Уссурийского, в 1918—1934 годах — по реке Комаровке и её притокам, в 1918—1931 годах — по реке Суйфун и её притокам, в 1921 году — на Сучанский рудник и реку Сучан, в 1924 году — на озеро Ханка и реки Мо, Хантахеза, Лефу, в 1927 году — в район поста Посьет. В 1918—1930 годах она исследовала окрестности Владивостока, в 1918 году станции Свиягино и Ипполитовка, в 1919 году Русский остров.
На основе этих экспедиций совместно с В. Л. Комаровым составила двухтомный «Определитель растений Дальневосточного края» (издан в 1931—1932 годах).
Совместно с другими сотрудниками Уфимского ботанического сада составила сводку флоры Башкирии.

## Основные сочинения
- Медоносы Уссурийского края по наблюдениям 1919 г., вып. 1. — Изд. Южно-Уссурийск. отд. Русск. геогр. об-ва, 1919.
- Обычные представители весенней флоры окрестностей г. Никольска-Уссурийского. — Изд. Южно-Уссурийск. отд. Русск. геогр. об-ва, 1919. — 98 с.
- Ботанические исследования в Приморье // Приморье, его природа и хозяйство : Сб. — Владивосток, 1923. — С. 117—122.
- Euryale ferox Salisb. Из отчёта Южно-Ханкайской ботанической экспедиции 1924 года // Изв. Южно-Уссурийск. отд. Русск. геогр. об-ва. — 1924. — Вып. 7.
- Южно-Ханкайская ботаническая экспедиция 1924 года // Изв. Южно-Уссурийск. отд. Русск. геогр. об-ва. — 1925. — Вып. 11. — С. 195—206.
- Малый определитель растений Дальневосточного края. — Владивосток, 1925. — 516 с. [Совместно с В. Л. Комаровым]
- Определитель растений Дальневосточного края. — Л.: Изд. АН СССР, 1931. — Т. I. — 622 с. [Совместно с В. Л. Комаровым]
- Определитель растений Дальневосточного края. — Л.: Изд. АН СССР, 1932. — Т. II. — 553 с. [Совместно с В. Л. Комаровым]

## Память
В честь Е. Н. Алисовой-Клобуковой названы виды растений Alnus alisoviana Mandl — Ольха Алисовой, Viola alisoviana Kiss — Фиалка Алисовой, Lycopus alissoviae Prob. — Зюзник Алисовой.